# Cruz de Gero

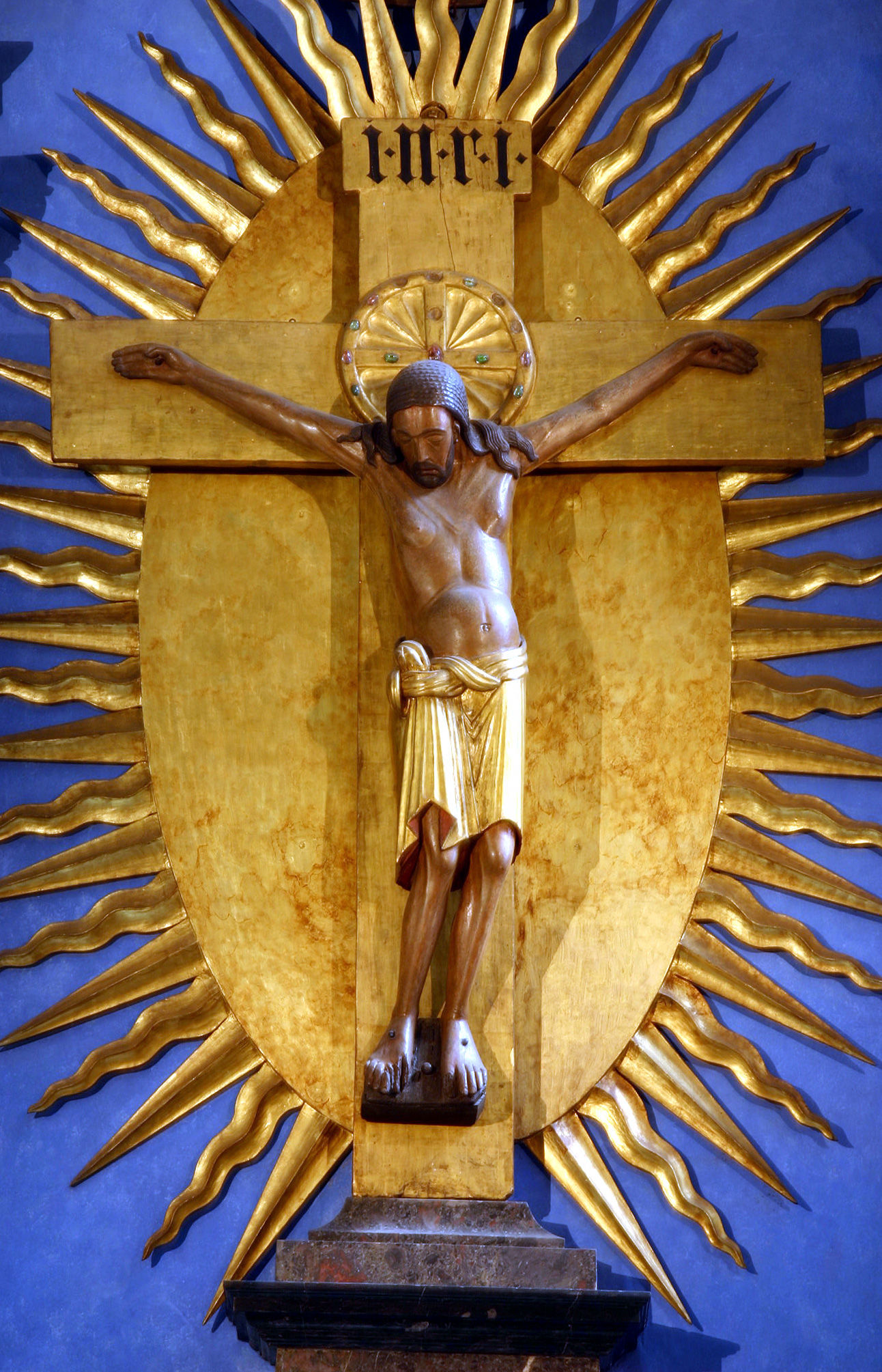
La Cruz de Gero

La Cruz de Gero o Crucifijo de Gero (en alemán: Gero-Kreuz), de hacia 965-970, es la escultura de gran tamaño más antigua de Cristo crucificado  al norte de los Alpes, y siempre ha estado expuesta en la Catedral de Colonia en Alemania. Fue encargada por Gero, arzobispo de Colonia, fallecido en 976, lo que supuso un terminus ante quem para la obra. Está tallado en roble, pintado y parcialmente dorado - ambos han sido renovados. El nimbo y las cruces son originales, pero el barroco que lo rodea fue añadido en 1683. La figura mide 187 cm (6' 13/5") de altura, y la envergadura de sus brazos es de 165 cm (5' 5"). Es la primera representación occidental conocida de Cristo en la cruz estando muerto; las representaciones anteriores tenían a Cristo apareciendo vivo.

## Significado especial para el arte medieval
La Cruz de Gero es importante para el arte medieval por la forma única en que representa a Cristo. La figura parece ser la primera y la mejor de varias crucifixiones alemanas esculpidas en madera a tamaño natural que aparecieron a finales del otoniano o principios del románico, extendiéndose posteriormente por gran parte de Europa. Es la primera representación monumental de Cristo crucificado en la cruz y la primera escultura monumental que data de este periodo.  Con más de dos metros de altura, fue una de las cruces más grandes de su época. Además, parece ser la representación occidental más antigua de un Cristo muerto en la cruz; en la mayoría de las representaciones anteriores, Cristo mantiene la cabeza erguida y mira al frente, o en algunos ejemplos carolingios mira hacia abajo a la Virgen al pie de la cruz.
La forma de la Cruz de Gero es tradicional del arte religioso carolingio. Sin embargo, esta pieza hace especial hincapié en el sufrimiento de la crucifixión de Jesucristo, con la cabeza desplomada, el cuerpo sin vida y los ojos cerrados. Otras representaciones están idealizadas y no muestran a Cristo vulnerable y desfigurado. Esta fue una gran influencia en las cruces posteriores, especialmente en la Alemania del siglo XI, donde se ven más cruces que siguen este estilo redondeado y natural. La cabeza desplomada y el cuerpo retorcido, que surge al clavar las manos en la cruz a diferentes alturas, no se encuentran ni en el Carolingian ni en el arte bizantino, y tardaron en influir en las representaciones occidentales, aunque el pelo largo extendido sobre los hombros se encuentra en algunas obras carolingias.  El estilo de la Cruz de Gero muestra una gran influencia bizantina, muy probablemente derivada del matrimonio de Otón II con una princesa bizantina, creando un vínculo cultural entre la Iglesia Católica y el Imperio Bizantino. En las crucifixiones del periodo gótico, una figura de Cristo aún más desplomada y curvada, con las rodillas dobladas hacia los lados, se convertiría en la representación estándar.
Se dice que había una en la  Capilla Palatina de Carlomagno en Aquisgrán, y la Virgen dorada de Essen es un ejemplo de este tipo. El desarrollo de una tradición de escultura monumental independiente fue crucial en el arte occidental; en el arte bizantino se evitaban y se siguen evitando este tipo de imágenes.

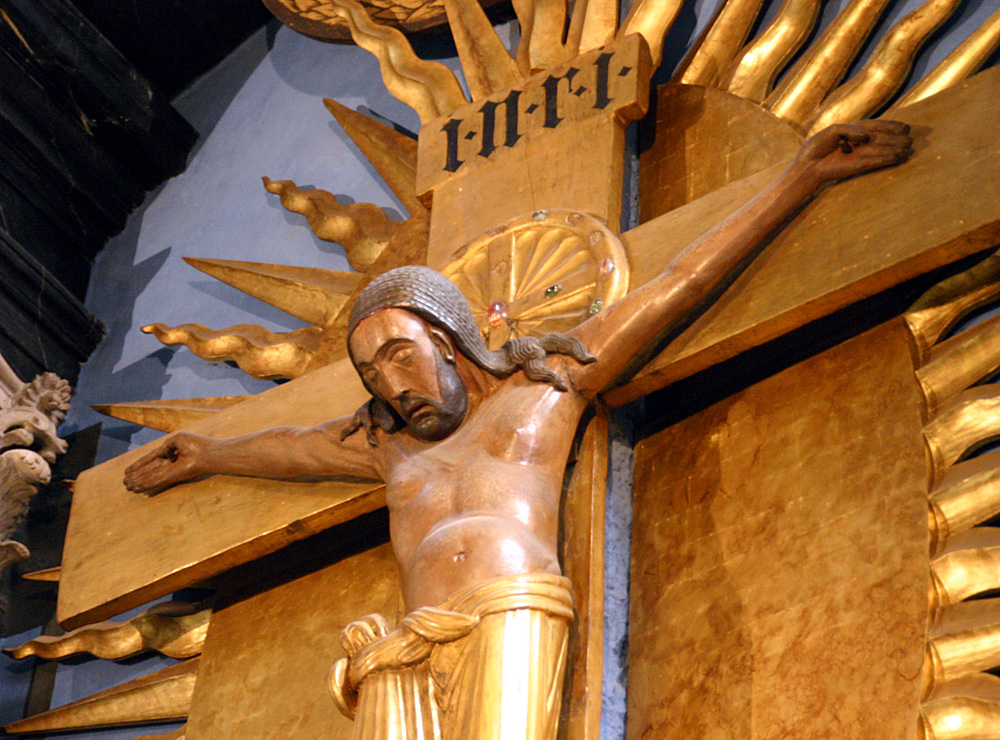
Detalle de Cristo

## Historia
El presunto patrón de la Cruz de Gero es el arzobispo de Colonia Gero. En el año 971 viajó a Constantinopla en nombre del emperador Otón I, con el fin de conseguir una hija del emperador romano de Oriente para el hijo de éste, Otón, que más tarde sería el emperador Otón II. Tras largas negociaciones, finalmente trajo a la sobrina imperial de doce años Theophanu al Sacro Imperio Romano Germánico como novia. Ella contaba con numerosos artistas y artesanos en su séquito, que contribuyeron a la creciente influencia del arte bizantino en el imperio, aunque es posible que el propio Gero también se familiarizara con el arte bizantino durante su larga estancia en Constantinopla y ejerciera su influencia en el diseño de la cruz.
La cruz fue realizada en la segunda mitad del siglo X por un artista desconocido. Por el origen de la madera, es seguro que se hizo en Colonia o sus alrededores. La cruz se colocó en la Catedral Vieja (también Catedral de Hildebold), la iglesia predecesora de la actual Catedral de Colonia, en el centro de la nave junto al sarcófago de su fundador Gero.
La cruz siempre ha estado en la catedral de Colonia; ahora cuelga en su propia capilla cerca de la sacristía, ahora un edificio diferente, gótico, del que fue hecha. El Chronicon de Tietmaro de Merseburgo, escrito entre 1012 y 1018, decía que originalmente se exhibía sobre la tumba de Gero; aunque ahora nadie está seguro de dónde se encontraba en la antigua iglesia, la mayoría de los eruditos lo sitúan en algún lugar del eje central de la nave, en cuyo caso podría haber estado en el  arco del presbiterio, la ubicación habitual de la Cruz triunfal o grandes crucifijos posteriores. Durante mucho tiempo ha sido celebrada y visitada por peregrinos.
La antigua catedral sólo sufrió pequeñas modificaciones hasta el siglo XIII. Colonia se convirtió en una de las iglesias más importantes de Europa para las peregrinaciones religiosas, ya que contenía no sólo la Cruz de Gero, sino también el relicario de los Reyes Magos y la Virgen de Milán. Cuando se decidió reconstruirla, el antiguo edificio fue derribado pieza a pieza antes de que pudiera levantarse el nuevo edificio en 1248. En 1322, la cruz de Gero se colocó en el nuevo edificio, donde permanece hoy.
En 1904, W. Batzem añadió una nueva capa de pintura a la cruz. Ésta, junto con otras capas de pintura inferiores, ocultó muchos de los detalles originales de la pieza. Sin embargo, la tecnología moderna de rayos X ha determinado que los ojos de la capa original de pintura estaban realmente cerrados. Esto es único porque el artista no representó a Cristo idealizado y venciendo a la muerte, sino vulnerable y humanizado. Lo más probable es que esto se debiera a un cambio en la enseñanza cristiana a finales del siglo X, que situó la salvación a través de la muerte de Cristo en el centro de la doctrina cristiana. La viga y el corpus son originales; sin embargo, el sol de oro y el altar de mármol en el que se encuentra fueron donados en 1683 por el canónigo Heinrich Mering.
Hasta la década de 1920, a pesar de la tradición local y la referencia en la crónica de Thietmar asociándolo con Gero, se pensaba que era al menos un siglo posterior en fecha, y es de hecho innovador para su fecha.  La datación fue confirmada por la dendrocronología en 1976, poniendo fin a la controversia. Contrariamente a la tradición mantenida durante mucho tiempo, los estudios de 1976 revelaron que no hay espacio en la parte posterior de la cabeza para colocar reliquias. 
Según las historias locales de Lucca, la Santa Faz de Lucca en Italia es considerablemente más antigua, aunque esa escultura tuvo que ser recreada en el periodo gótico tras ser mordisqueada por los peregrinos, lo que hace que esta afirmación sea difícil de verificar por los historiadores del arte.
Una réplica del crucifijo cuelga en la Capilla de San Alfonso situada en la diócesis de Jefferson City en Jefferson City, Misuri. Una réplica más pequeña adorna el Altar Mayor de la parroquia de San Benito en Fort Worth, Texas. 

### Menciones y acontecimientos posteriores

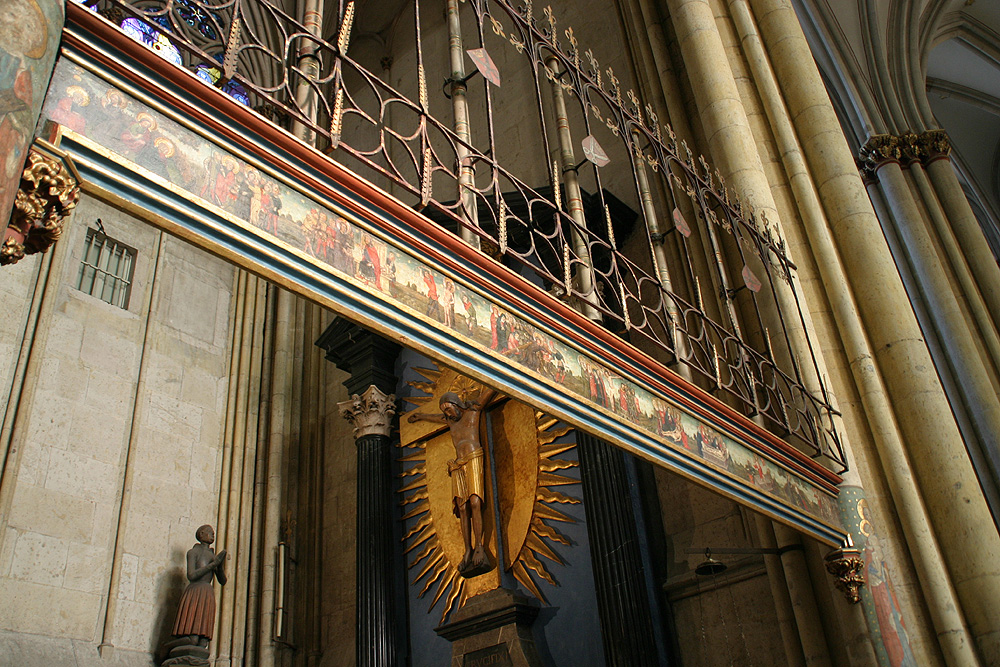
Viga de sastre delante de la capilla de la cruz, hacia 1351

Tras la colocación de la primera piedra de la nueva catedral  gótica en agosto de 1248 en agosto de 1248, la antigua catedral carolingia ardió por completo durante los trabajos de demolición. La cruz de Gero sobrevivió al incendio y se colocó en la corona de la capilla del nuevo edificio de la iglesia a partir de 1270, presumiblemente encima del altar de la capilla de San Esteban, donde aún hoy se encuentra el sarcófago de Gero.
A más tardar en 1351, la cruz se trasladó a la pared este de la capilla de San Esteban, donde aún se conserva. Así lo documenta una escritura de fundación en la que la Cofradía de la Santa Cruz, fundada por el cofradía de sastres, dona a la catedral una viga de vela ("viga de sastre"), que aún hoy cuelga delante de la Capilla de la Santa Cruz; se habla de ante introitum chori versus altare s. crucis, y unas décadas más tarde se menciona este acontecimiento:

Esta cofradía los ha hecho y fundado en el ere del Dios Todopoderoso y de la Santa Cruz, y también los ha autorizado a colocar una viga con cinco velas en el altar de la Santa Cruz. [...] vur dem heiligen sacrament, dat da steit in dene houfde des heiligen crutz in deme Dome...

## Descripción y estado de restauración
La descripción se basa, entre otras cosas, en un informe de examen de Christa Schulze-Senger y Bernhard Matthäi de 1976.

### Corpus
El Corpus (Crucifixus) mide 1,87 metros de altura desde la cabeza hasta los pies y exactamente dos metros desde el  sedile hasta la parte superior de la mano. La envergadura es de 1,66 metros, y en la cabeza la escultura alcanza su profundidad máxima de 33 centímetros. Fue realizada a partir de un tronco de roble de gran calidad; la madera fresca fue probablemente premoldeada en bruto y posteriormente, tras una fase de secado y almacenamiento, tallada en su forma definitiva, finamente trabajada para evitar grietas.
La superficie de la madera ha sido alisada con sumo cuidado, de modo que casi no se aprecian rastros de talla o de trabajo en el exterior. Es evidente que algunos contornos de los dedos y la barba fueron retocados posteriormente con herramientas más afiladas. La superficie de la piel contiene al menos siete capas de pintura (encarnados). La última, de 1900, casi ha desaparecido; la capa más baja -presumiblemente original- es la mejor conservada. La mayoría de los daños en las encarnaciones anteriores se deben al tratamiento Batzem de 1900. En general, las capas de color de la encarnaciones son tan finas que la escultura no se desfigura. Sólo en el caso del taparrabos la capa final, muy gruesa, de oro en un acabado tosco puede distorsionar la textura original.
El corpus está vaciado por la parte posterior, por lo que sólo pesa 36,5 kilogramos. Es posible que la cavidad se rellenara en su día con una mezcla de lienzo y cola; sólo es visible cuando se retira el cuerpo de la cruz y muestra las marcas de talla toscas pero pulcramente trabajadas con herramientas sencillas.
Los brazos están unidos y se sujetaban al cuerpo con espigas de madera.
La figura de Cristo, de tamaño natural, está representada con los ojos cerrados, el vientre abultado, el pecho hundido y los tendones sobresaliendo de los brazos y las piernas. Los pulgares de las manos perforadas con clavos cuelgan hacia abajo. El cabello de la escultura, largo hasta los hombros y de color castaño oscuro a oscuro, está muy finamente cincelado en la parte delantera y generosamente dispuesto en cruz. Aunque la cabeza contiene un orificio perforado en la parte posterior y algunos clavos de finalidad desconocida, no hay indicios de una grieta o cavidad oculta para reliquias, como se suponía en la bibliografía hasta la investigación de 1976 (Haussherr, Imdahl et al.).

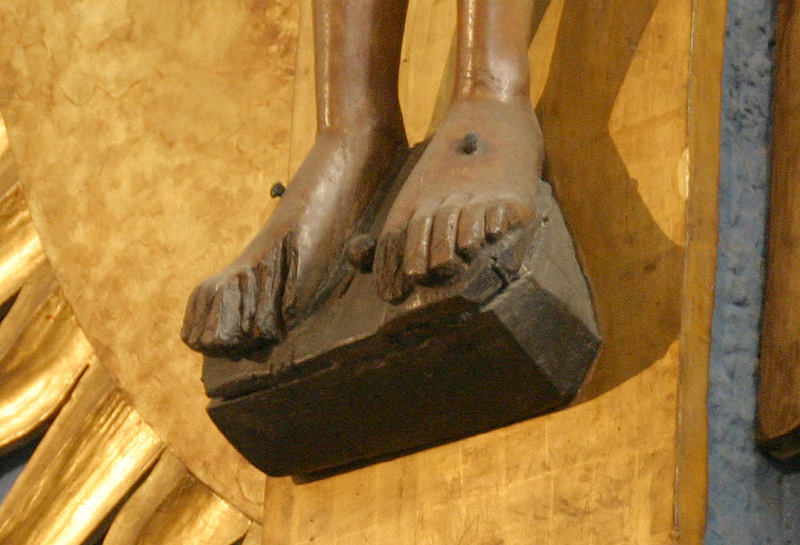
Suppedaneum y pies de la escultura, ligeramente dañados

El taparrabos está dorado por fuera y pintado de rojo por dentro; la mayoría de las capas subyacentes han sido lavadas. Es posible que fuera rojo en el original, lo que habría creado un efecto completamente distinto en combinación con una cruz tachonada de oro.
Los pies están de pie sobre el suppedáneo y cada uno está clavado a la cruz con un clavo, lo que es típico de la llamada fase de cuatro puntos de la iconografía cristiana (en la fase de tres puntos, ambos pies están atravesados por un clavo). En el pie izquierdo faltan dos dedos por fractura y/o erosión, y en el pie derecho falta el dedo gordo. Los talones están muy erosionados en la parte posterior. Por lo demás, la escultura se encuentra en un estado superior a la media para su edad.

### Cruz
Los dos tablones de roble que forman el crucifijo tienen una anchura media de unos 40 cm y un grosor de 4,3 a 4,7 centímetros. La viga longitudinal mide 2,88 metros, la transversal 1,98 metros. El extremo superior se funde a una altura de 20 centímetros en el titulus, un campo de 49 centímetros de ancho con la inscripción I-N-R-I en gótico minúscula negra. En el extremo inferior de la viga longitudinal se recortó (presumiblemente hacia 1683) un fuste a tres centímetros de altura para colocar la cruz en un soporte.
El travesaño y la viga longitudinal están superpuestos en el tercio superior de la viga longitudinal; el travesaño se sujetó inicialmente con cinco clavos de madera. Más tarde se añadieron cuatro clavos de hierro y ocho grapas metálicas, casi inexistentes hoy en día. En el travesaño hay dos cáncamos, que probablemente se utilizaban para cubrir la cruz durante la Cuaresma.
La parte frontal de la cruz fue dorada por Wilhelm Batzem durante la última gran remodelación, en 1900. Numerosos clavos pequeños en la cruz indican que pudo haber estado cubierta de láminas de oro en el pasado. El reverso está pintado de marrón.
En la intersección de los travesaños longitudinales y transversales hay un relieve redondo, probablemente tallado en madera de nogal, de 50,5 cm de diámetro, que representa la aureola de Cristo crucificado. El  relieve, de seis centímetros de grosor, está dividido en cuatro campos por una cruz isósceles, que a su vez presentan cuatro huecos en forma de gota. El borde exterior del relieve y la cruz están decorados con cristales de roca rojos y verdes alternados; el mayor de ellos se encuentra en el centro y probablemente se hizo con un pomo o similar, lo que, junto con el diseño en forma de abanico, sugiere que la aureola no formaba parte de la decoración original de la cruz. Probablemente data del siglo XII.

## Datación

### Datación histórica
.

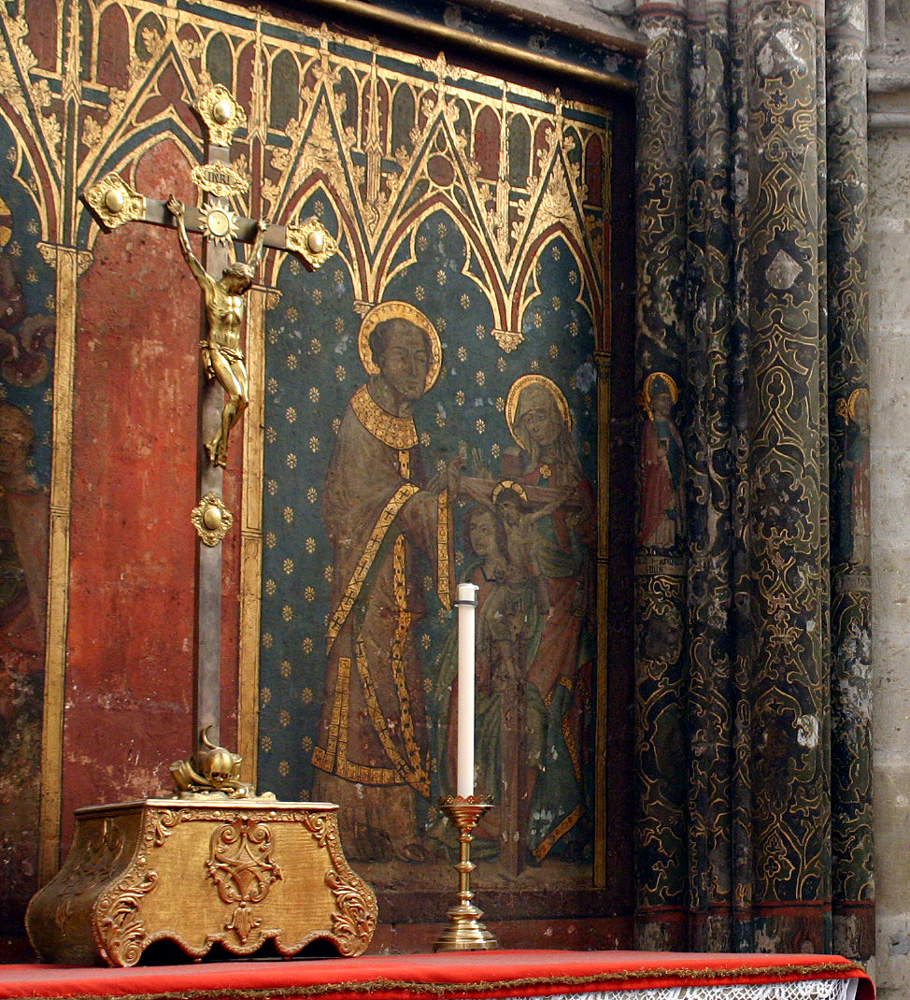
Retablo del en la capilla de San Esteban. A la derecha, la representación milagrosa del arzobispo Gero; a la izquierda, la antigua ubicación de la cruz, pintada con un marco en la parte superior

En términos de historia del arte, la conexión entre las leyendas de Gero y la cruz ya no existía en el siglo XIX; por ejemplo, el restaurador Wilhelm Batzem pintó sobre el retablo de la capilla de San Esteban (véase la foto) un arco central de tal forma que ya no quedaba claro que la cruz había estado antes en el centro del cuadro, delante de la zona roja vacía.
No fue hasta 1924 y 1930 cuando Richard Hamann hizo comparaciones estilísticas con diversas esculturas ottonianas, entre ellas la Puertas Bernward de la catedral de Hildesheim de 1015, fechada con precisión, y en dos obras volvió a relacionar la descripción de Thietmar con la cruz de Colonia. La temprana datación de Hamann en el siglo X supuso un gran avance para la historia del arte, que hasta entonces había asignado la cruz de Gero al siglo XII (por ejemplo, en Beenken).
El fondo azul claro del altar data de 1976; Paul Clemen aún lo describía como rojo en 1937.

### Datación dendrocronológica 1976
En 1976, la cruz se retiró con motivo de la restauración del altar barroco; el corpus se separó de la cruz para un examen y conservación exhaustivos y pudo así describirse detalladamente por primera vez desde el reverso. En contra de la preocupación inicial del conservador estatal y de otros expertos, que temían daños en la obra de arte, se llevó a cabo un examen dendrocronológico no sólo de la cruz, sino también del corpus. La datación temprana a finales del siglo X se confirmó en lo esencial.
El dendrocronólogo Ernst Hollstein (1918-1988) del Rheinisches Landesmuseum Trier llevó a cabo un examen de la cruz y el corpus para lograr una datación más precisa. Para ello, pudo medir con gran precisión 209 anillos de árboles consecutivos en el borde superior de la cruz y realizar mediciones y estimaciones utilizables en el corpus contando anillos de árboles en varios puntos. En un diagnóstico regional, también pudo acotar la región de crecimiento de los robles utilizados a la zona de la archidiócesis de Colonia - es muy probable que la madera proceda del norte del Eifel, aunque no se puede descartar completamente un origen de la zona alrededor de Wiedenbrück.

#### Examen de la cruz
El examen de la cruz reveló que el roble tenía unos 250 años cuando fue talado. El punto de partida para la datación fue el hecho cierto de que la cruz existía como muy tarde en 1683 y la suposición de que fue creada alrededor del año 800 como muy pronto. Se midió una correspondencia significativa entre los 209 anillos anuales y la cronología del roble de Alemania Occidental para los años 757 a 965. Basándose en su experiencia, Hollstein asumió ahora que no se había extraído del tronco del roble mucho más que la albura inservible cuando se hizo la cruz; la tala del árbol tuvo lugar, por tanto, con toda seguridad entre 971 y 1012. Se trataba de un resultado significativo, ya que los historiadores del arte habían fechado anteriormente la cruz en un periodo mucho más tardío, aunque es muy posible que transcurriera un periodo más largo entre la fecha de la tala y la elaboración de la cruz.

#### Examen del corpus
El examen de la escultura resultó más complicado ya que, por motivos de restauración, no fue posible tomar muestras ni medir un número tan elevado de anillos anuales contiguos como en la cruz. Sólo se obtuvieron valores exactos para los anillos anuales comprendidos entre 647 y 779; las demás secuencias de anillos anuales se midieron y estimaron a partir de fotografías. Por tanto, la fase de crecimiento del roble comenzó hacia 570; el árbol tenía unos 400 años. Basándose en estos resultados, Hollstein estimó que el punto más exterior del cuerpo tallado en la corona de la frente se situaba en torno al año 940. También en este caso asumió con un alto grado de probabilidad y por experiencia que para la producción sólo se extrajeron los anillos anuales exteriores de albura de unos 25 años y que no se desperdició mucho más duramen de alta calidad; esto da como resultado un momento de tala en torno al año 965. Debido a las mencionadas limitaciones de la investigación, Hollstein estima que la datación de la escultura es menos segura que la de la cruz, pero la considera "probable" desde un punto de vista científico.

### Valoración histórico-artística y discusión de la investigación
El resumen histórico-artístico de Rolf Lauer tras el examen dendrocronológico retoma los resultados científicos y los considera una nueva confirmación de la datación temprana del gerocruz. La mayoría de los autores han seguido este punto de vista hasta la actualidad. En contraposición, el historiador del arte de Colonia Günther Binding, de 1982, pone en duda las conclusiones del estudio y aboga por datarla en la última década del siglo X. Binding afirma que en la antigua catedral había dos cruces diferentes y que hoy en día ya no es posible aclarar a cuál de ellas se refieren las fuentes históricas. La falta de un  depósito relicario también habla en contra de una identidad con la cruz original donada por Gero. Desde el punto de vista de la historia del arte, a finales del primer milenio existía un grupo de obras de arte estilísticamente coherente, entre las que se encontraban la Cruz de Lotario y el Sacramentario de Gereón, en el que la cruz de Gero encaja a la perfección. Además, no es en absoluto seguro que sólo se extrajera la albura del tronco del árbol para hacer la escultura. Basándose en estos otros argumentos, Binding data el "llamado crucifijo de Gero" en la época del arzobispo Everger, que también fundó la escuela ottoniana de pintura de Colonia y encargó otras importantes obras de arte.
La mayoría de los trabajos más recientes sobre la Cruz de Gero y su entorno no coinciden con la interpretación de Binding o la contradicen explícitamente por "no ser convincente". Sin embargo, los autores de un ensayo de 2008, que trata de los estudios de una serie de obras pictóricas del este de Alemania, critican las conclusiones de Holstein desde una perspectiva dendrocronológica por inexactas. Aunque no descartan la datación temprana, coinciden con la crítica metodológica de Binding y recomiendan nuevas investigaciones con medios modernos, como la tomografía computerizada u otros métodos no destructivos.

## Clasificación iconográfica e histórica del arte

### Influencias
A raíz de la datación histórico-artística comparativamente tardía de la cruz de Gero en la segunda mitad del siglo X, se ha planteado repetidamente la cuestión de las influencias que ejerció esta obra del arte otoniano. No se ha considerado posible derivar el tipo y el estilo de las tradiciones locales contemporáneas debido a la falta de objetos conservados. En las fuentes históricas se describen esculturas sagradas monumentales, especialmente figuras de santos, del periodo preotomano, pero la mayoría de ellas no han sobrevivido; una excepción es la Virgen dorada de Essen de Essen. Por ello, las esculturas más pequeñas, como las tallas de marfil carolingias, se utilizaron sobre todo para comparaciones tipológicas y estilísticas.
La precisa representación anatómica de la figura de Cristo es un punto central en la recepción histórico-artística: los brazos están tensos, el peso del cuerpo colgante tira de ellos hacia abajo y destacan los tendones y los músculos. Los huesos de la pelvis son visibles, el pecho está deprimido y la caja torácica sobresale. Los pies se sujetan por separado al  suppedaneum. Debido a la contrapresión resultante desde abajo, la parte superior del cuerpo se hunde hacia la izquierda, al igual que las piernas, dobladas por las rodillas. Este tenso contrapposto (Haedeke) con pierna de apoyo y pierna libre encuentra su mayor desviación lateral (ponderación) en la zona de la cadera. La escultura representa a Cristo en el momento de su muerte con "fuertes efectos".
Si se compara esta postura con las pequeñas esculturas carolingias existentes, los elementos tipo descritos apenas pueden detectarse y sólo se insinúan. Los crucifijos preotomanos representan a Cristo como un radiante vencedor, de pie o "flotando" casi erguido y con los ojos abiertos sobre la cruz. Un ejemplo de ello es la Cruz de Gisela, creada en 1006 y conservada en el tesoro de la Residencia de Múnich. Debido a esta llamativa diferencia en la postura de la figura de Cristo en la cruz de Gero en comparación con los crucifijos occidentales anteriores, se supuso durante mucho tiempo -primero por Albert Boeckler- una fuerte influencia bizantina.
Ejemplos de obras similares de influencia bizantina son el Sacramentario de San Gereón (actualmente en la Biblioteca Nacional de Francia, París) o la Cruz de Lotario de Aquisgrán; sin embargo, éstas datan de una época posterior.
Las diferencias estilísticas entre la cruz de Gero y las escasas representaciones bizantinas de Cristo que se conservan se describen, no obstante, como demasiado claras para aceptar Bizancio como modelo definitivo y único. Hay similitudes en los detalles, por ejemplo en la disposición asimétrica del taparrabos, que también se encuentra en una escultura bizantina de marfil del siglo VIII (Metropolitan Museum Nueva York). Sin embargo, mientras que la cruz de Gero se centra principalmente en el ser humano dolorido y sufriente, las esculturas bizantinas tienden a representar a Cristo como un sufriente silencioso y noble de todo sufrimiento. En cuanto a la forma, estas figuras son también más suaves y fluidas y forman un tipo bizantino ponderado.
En resumen, se atribuyen a la cruz de Gero diversas influencias estilísticas y teológicas, incluida la negación completa de los modelos bizantinos (por Kröger). Haedeke ya asigna los detalles iconográficos en detalle a cinco direcciones diferentes: el estilo pictórico y el taparrabos asimétrico son típicamente bizantinos tempranos, la nitidez y claridad de la representación de la túnica se debe a la austeridad del grupo Romanos bizantino medio, mientras que la postura clásica tiene modelos antiguos. El "ilusionismo tardoantiguo" se encuentra en el diseño cincelado del cabello. Sin embargo, esta categorización también interpreta como nueva y occidental la característica más importante de la cruz de Gero: la expresividad dura y ascética. La expresividad dura y ascética, la tensión y el esfuerzo de los brazos, el dolor físico tampoco se encuentran en Bizancio. Allí, las figuras de Cristo eran dignamente representativas o se caracterizaban por el "bello dolor" de su sufrimiento. Haussherr también señala paralelismos estilísticos con las imágenes de crucifijos de las regiones franco-masilianas (por ejemplo, Reims), ya que aún se encontraban en época carolingia.

### Otros crucifijos de la época
Como ya se ha dicho, no existe una continuidad real en la representación de Cristo crucificado entre los siglos X y XII, lo que dificulta la datación de piezas individuales. Por tanto, las comparaciones de estilo y tipo suelen limitarse a los detalles. Al examinar la cruz de gero, las comparaciones se hacen con los crucifijos supervivientes de los siglos XI y XII, como el Crucifijo de San Jorge de Colonia, restaurado en 2003, o la Cruz de Minden. Una cruz monumental conservada en la Dorfkirche de la localidad de Schaftlach (Gmd. Waakirchen), en la Alta Baviera, está datada en torno al año 1020; la Enghausener Kreuz de la Landkreis Freising bávara fue retrotraída a unos 890/900 tras su restauración en 2006.  También cabe mencionar el crucifijo de Gerresheim en la Basílica de Santa Margarita.

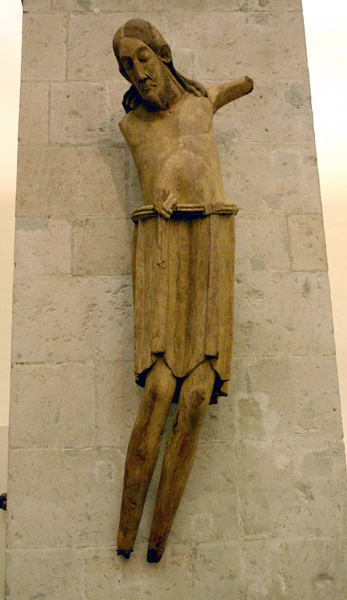
Torso del Crucifijo de San Jorge (c. 1067), con una forma corporal igualmente hinchada y rasgos de sufrimiento. Colonia, Museo Schnütgen (n.º inv. A 9).
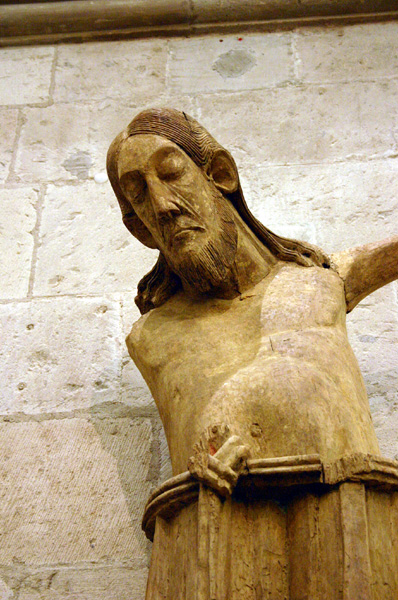
Los ojos del crucificado están cerrados.  Crucifijo de San Jorge, Colonia, Museo Schnütgen (n.º inv. A 9).
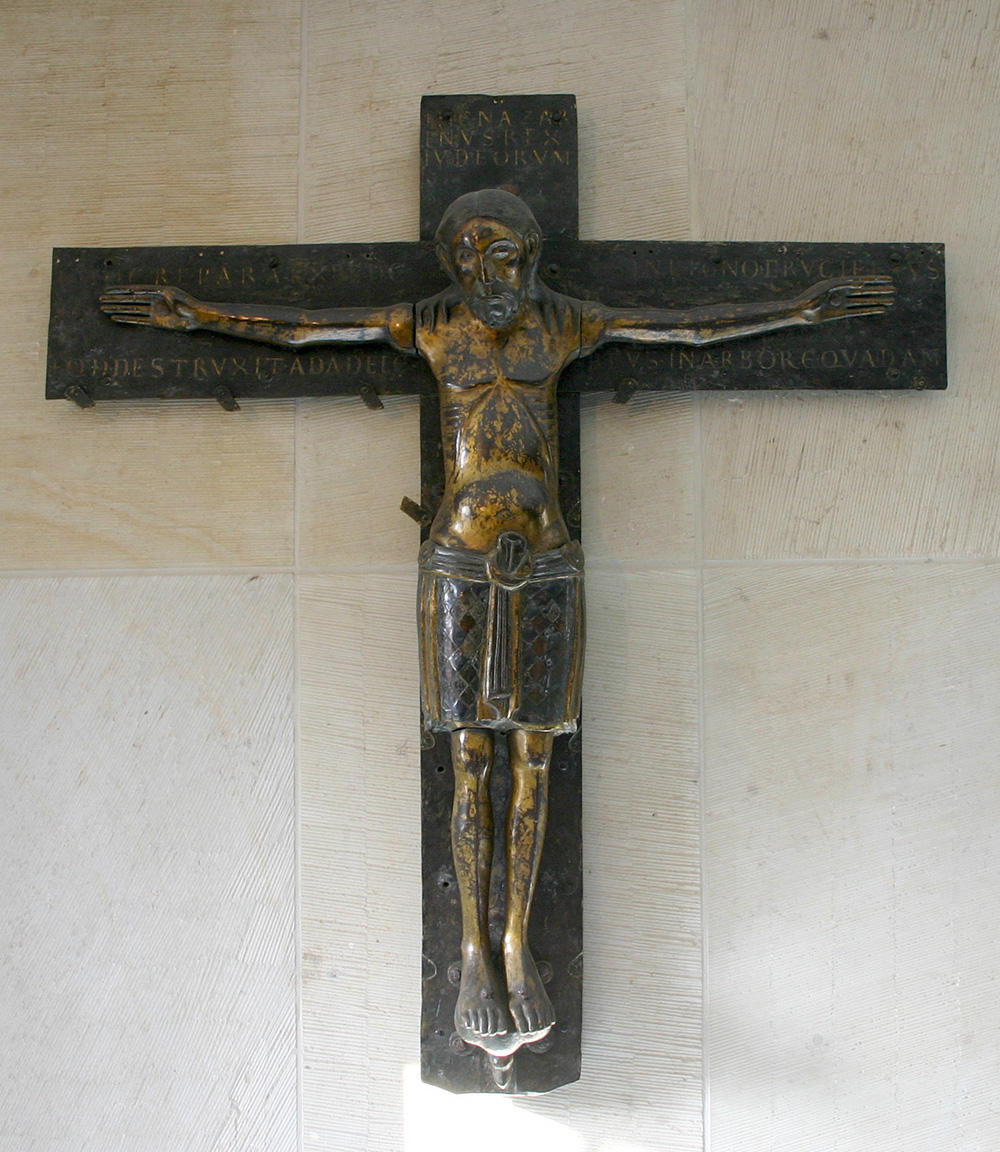
La Cruz de bronce de Minden (1170/1020): Cristo aunque con los ojos abiertos, de pie en lugar de colgado, sin herida en el costado, pero con signos de sufrimiento, el pecho hundido y las comisuras de la boca hacia abajo.
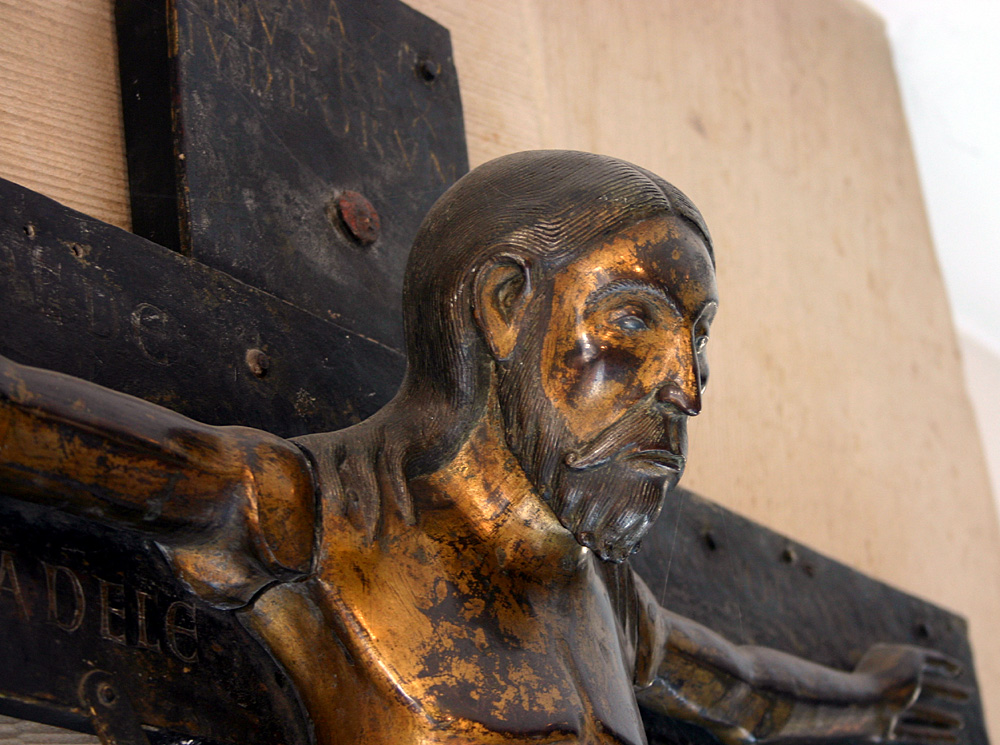
El posible creador de la cruz de Minden, Rogerus von Helmarshausen, probablemente conocía la cruz de Gero por su trabajo en Colonia.
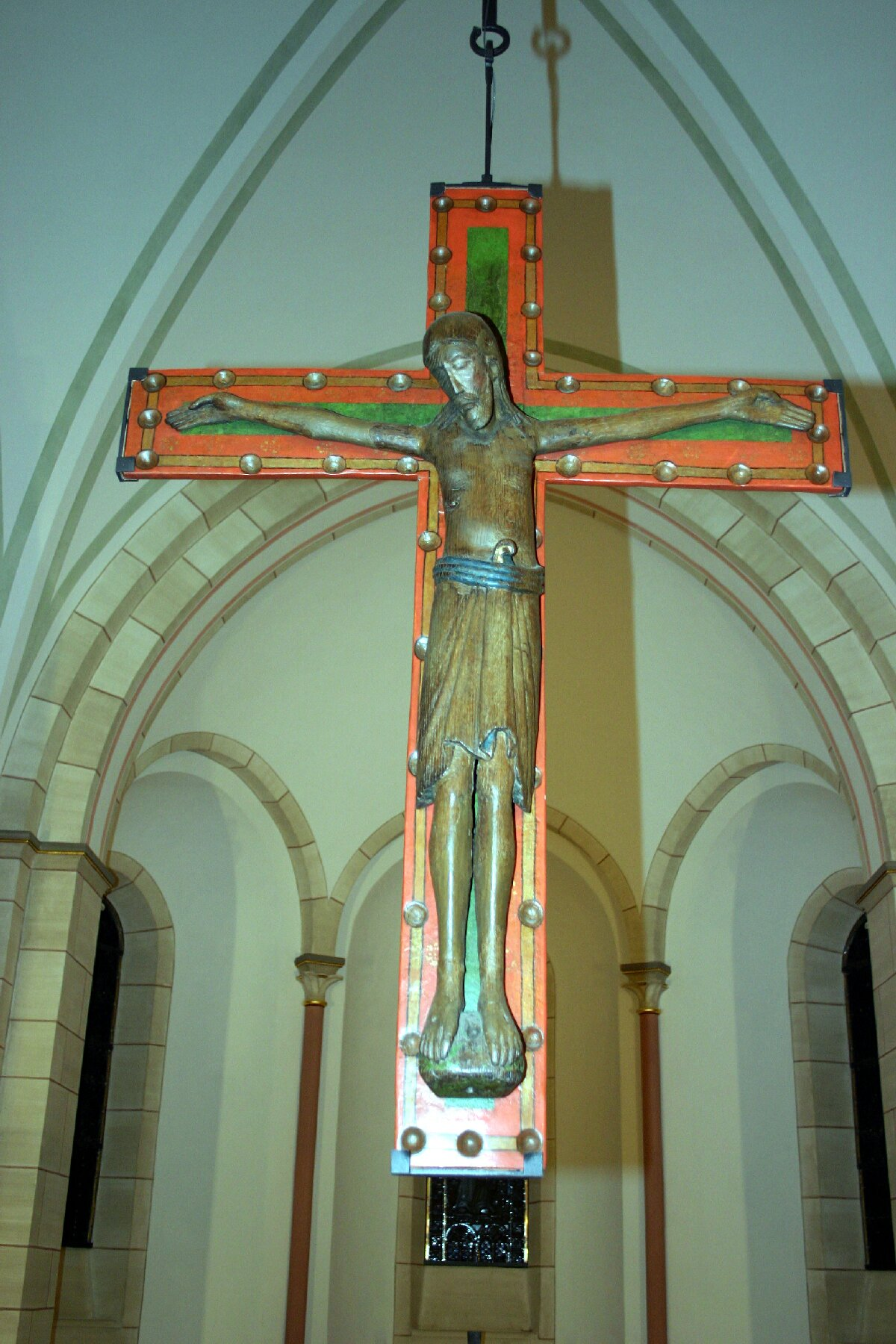
Cruz Milagrosa Elspe, fecha de tala del corpus alrededor/después de 989, fecha de tala de la cruz alrededor/después de 1175.

### Teorías alternativas sobre el origen
En una obra de 1989, Wilhelm Jordan propuso la teoría de que la Cruz de Gero fue modelada a partir del Sudario de Turín o de una copia en pergamino del mismo. Parte de la base de que el sudario, cuyo traslado desde Sanliurfa a Constantinopla en 944 quedó demostrado, era la Sábana Santa de Turín y que, por tanto, el arzobispo Gero pudo verla durante su estancia en Constantinopla. El análisis de radiocarbono de 1988, que databa la Sábana Santa de Turín en el siglo XIV, fue cuestionado por Jordan.
Jordán afirmó que Gero había llevado a Colonia una copia del sudario en pergamino y encargado a un artista que realizara la escultura basándose en este modelo. El pasaje de la Crónica de Thietmar ex ligno studiose fabricari precepit. - "[Él [Gero] mandó hacer la cruz con habilidad". se traduce alternativamente como "la mandó hacer con esmero", es decir, exactamente según la (pre)imagen del paño. Varias similitudes entre el paño y la escultura de Cristo en la cruz de Gero no deben considerarse casuales, como el tamaño casi exactamente igual, la similitud del rostro, una "asimetría en relación con la mejilla izquierda, que aparece más fuerte o hinchada" y una anomalía en la oreja derecha.
La recepción de esta teoría entre teólogos e historiadores del arte es bastante limitada. No se puede descartar una influencia de la imagen de la Sábana Santa de Turín en representaciones posteriores de Cristo, pero no hay pruebas científicas de que la creación de la cruz de Gero esté directamente relacionada con el sudario de Constantinopla.

## Aspectos teológicos
Además de los detalles iconográficos descritos anteriormente, el hecho de que la cruz de Gero muestre a Cristo muerto desempeña un papel especialmente importante en la interpretación. El estar colgado -no de pie- en la cruz, los ojos cerrados y la muerte mencionada en el Evangelio de Juan (19:34) son características de ello.
Las primeras representaciones cristianas y bizantinas representaban efectivamente la herida del costado, pero en un crucificado con los ojos bien abiertos, "de pie o flotando" sobre la cruz (Haussherr). En Occidente, en cambio, predominaba el tipo de figura triunfante viva sobre la cruz. Las razones de una evolución tan clara de la iconografía no pueden considerarse independientemente del dogmas teológico y de la evolución de la fe.
Dado que no se conocen cambios revolucionarios en el dogma en la Alta Edad Media (como la cristología), la interpretación teológica tiende a suponer un cambio en la imagen occidental de Cristo dentro de los dogmas dados. La época de origen del gerocrucifijo se sitúa precisamente entre la patrística y el comienzo de la escolástica. Sin embargo, las influencias de la Movimiento de Cluny, que situó al crucificado en el centro del pensamiento religioso (Kröger), pueden asumirse para todo Occidente.
Si no se rechaza por completo la posible influencia bizantina en la cruz de Gero, entonces la Controversia sobre la imagen de la Iglesia oriental en los siglos VII y VIII también podría haber desempeñado un papel en la representación alterada de Cristo. Fue precisamente la humanidad de Cristo, que incluía la mortalidad y la muerte, lo que los  iconódulos -los defensores de las imágenes- consideraron un argumento a favor de una representación pictórica del Salvador.
Haussherr cita una colección de oraciones de Pedro Damián como ejemplo de la devoción a la cruz de la época que nos ocupa, en la que, por un lado, se celebra la Pasión de Cristo como victoria sobre "el pecado, la muerte y el diablo", pero, por otro, ya se subrayaba el carácter sacrificial de la muerte en la cruz, la humildad y la vulnerabilidad del Crucificado. Así pues, las opiniones teológicas sobre el carácter de la muerte en la cruz variaron en el periodo considerado, al igual que la representación artística de la cruz durante ese tiempo. Hasta el siglo XII existieron muchos puntos de vista paralelos.
Otras pruebas del trasfondo religioso de las representaciones medievales de la crucifixión se encuentran en Jonás de Orleans y Bernardo de Angers, que también hacen hincapié en el sacrificio, el aspecto más importante de la  celebración eucarística católica: En el sacrificio de la misa se visualiza el sacrificio de la cruz por el perdón de los pecados.
En el ámbito de influencia carolingio de los siglos VIII y IX, los Libri Carolini documentan la creencia predominante en la cruz; aquí se habla del "estandarte, signo de nuestro vencedor", es decir, se sigue haciendo hincapié en la divinidad de Cristo. Sin embargo, el sacramento, la misa y la Eucaristía ya cristalizaban con más fuerza como centros religiosos a principios del siglo IX. El cambio en la representación pictórica de los crucifijos también puede interpretarse a partir de este cambio de significado: La sangre de la herida del costado se corresponde con la sangre del sacrificio de la Misa; el sufrimiento y la muerte de Dios encarnado, "el acto de salvación por excelencia" se visualizan y se hacen comprensibles.
Esta imagen teológica de la cruz de Gero se profundiza en obras posteriores importantes, por ejemplo de Bernardo de Claraval o Anselmo de Canterbury - Bernardo sitúa al hombre Jesús en el centro de la fe, Anselmo subraya sobre todo la redención de la humanidad mediante la muerte en cruz del "Dios-hombre".